# Tim Kneule
Tim Kneule (* 18. August 1986 in Reutlingen) ist ein ehemaliger deutscher Handballspieler.

## Karriere

### Verein
Der 1,90 Meter große Rückraum Mitte-Spieler spielte ab 2006 in der Handball-Bundesliga für Frisch Auf Göppingen, mit dem er 2011, 2012, 2016 und 2017 den EHF-Pokal gewann. Am 11. Mai 2023 erzielte er sein 1000. Bundesligator. Am 15. Februar 2024 bestritt er sein 500. Bundesligaspiel. Nach der Saison 2023/24 beendete er seine Karriere. In seinen letzten Spielzeiten war er auch Mannschaftskapitän von Frisch Auf Göppingen. Am 29. Mai 2024 wurde er vom Frisch Auf-Fanclub Grün-Weiß als Frisch Auf-Spieler des Jahres 2023/2024 ausgezeichnet. Aufgrund der außergewöhnlich langen, 18-jährigen Vereinskarriere sowie seiner Erfolge und Verdienste nahm ihn der Verein Frisch Auf Göppingen in seine Hall of Fame auf.

### Nationalmannschaft
Mit der deutschen Junioren-Nationalmannschaft wurde der Spielmacher 2006 Europameister sowie 2007 Vize-Weltmeister. Am 6. April 2012 debütierte er in der Deutschen A-Nationalmannschaft und bestritt bisher 30 Länderspiele, in denen er 44 Tore erzielte. Im Dezember 2017 wurde Kneule von Nationaltrainer Christian Prokop für den erweiterten Kader für die Europameisterschaft 2018 nominiert, schaffte es aber nicht in den endgültigen Turnierkader.

## Privates
Tim Kneule ist verheiratet und hat drei Kinder. Neben seiner Profikarriere erreichte er einen Bachelor-Abschluss. Seit Ende seiner Profikarriere absolviert er ein Masterstudium des Gesundheitsmanagements an der Fernuniversität Bad Honnef.

## Bundesligabilanz
| Saison    | Verein               | Spielklasse | Spiele | Tore  | 7-Meter | Feldtore |
| --------- | -------------------- | ----------- | ------ | ----- | ------- | -------- |
| 2006/07   | Frisch Auf Göppingen | Bundesliga  | 10     | 4     | 1       | 3        |
| 2007/08   | Frisch Auf Göppingen | Bundesliga  | 10     | 1     | 0       | 1        |
| 2008/09   | Frisch Auf Göppingen | Bundesliga  | 31     | 30    | 0       | 30       |
| 2009/10   | Frisch Auf Göppingen | Bundesliga  | 34     | 26    | 0       | 26       |
| 2010/11   | Frisch Auf Göppingen | Bundesliga  | 33     | 31    | 0       | 31       |
| 2011/12   | Frisch Auf Göppingen | Bundesliga  | 10     | 18    | 0       | 18       |
| 2012/13   | Frisch Auf Göppingen | Bundesliga  | 31     | 76    | 0       | 76       |
| 2013/14   | Frisch Auf Göppingen | Bundesliga  | 33     | 107   | 0       | 107      |
| 2014/15   | Frisch Auf Göppingen | Bundesliga  | 33     | 83    | 0       | 83       |
| 2015/16   | Frisch Auf Göppingen | Bundesliga  | 32     | 67    | 0       | 67       |
| 2016/17   | Frisch Auf Göppingen | Bundesliga  | 26     | 74    | 0       | 74       |
| 2017/18   | Frisch Auf Göppingen | Bundesliga  | 32     | 106   | 0       | 106      |
| 2018/19   | Frisch Auf Göppingen | Bundesliga  | 34     | 66    | 0       | 66       |
| 2019/20   | Frisch Auf Göppingen | Bundesliga  | 26     | 78    | 0       | 78       |
| 2020/21   | Frisch Auf Göppingen | Bundesliga  | 38     | 90    | 0       | 90       |
| 2021/22   | Frisch Auf Göppingen | Bundesliga  | 31     | 69    | 0       | 69       |
| 2022/23   | Frisch Auf Göppingen | Bundesliga  | 34     | 77    | 0       | 77       |
| 2023/24   | Frisch Auf Göppingen | Bundesliga  | 33     | 59    | 0       | 59       |
| 2006–2024 | gesamt               | Bundesliga  | 511    | 1.062 | 1       | 1.061    |